# 微虾虎鱼
微虾虎鱼（学名：Trimmatom nanus）或称侏儒虾虎鱼，属虾虎鱼科微虾虎鱼属，是一种原产于印度洋和西太平洋的虾虎鱼，主要出现在20至30米深的海底悬崖上，但偶尔也能在5至35米深的外礁区和泻湖中见到。这种鱼身长约1厘米左右。
在2004年之前，微虾虎鱼一直是已知最小的鱼类和脊椎动物，而后来发现的斯托特辛氏鱼使其降至第二位，再到后来发现的微鲤使其降至第三位。已知最小的脊椎动物纪录由阿马乌童蛙保持，该青蛙于2012年1月被正式命名。